# Carl Hindenburg
Carl Friedrich Hindenburg (Drezda, 1741. július 13. – Lipcse, 1808. március 17.) német matematikus, fő kutatási területe a kombinatorika és a valószínűségszámítás volt.

## Élete
A szülői házban  megkezdett tanulmányait követően a freiburgi gimnáziumba járt, majd a Lipcsei Egyetemen hallgatott orvostudományt, filozófiát, ókori  irodalmat, fizikát, matematikát és esztétikát. 1763-tól házitanítóként kereste kenyerét, és tanítványaival együtt újból az egyetemre járt, ezúttal főleg matematikát tanult. 1771-ben szerezte meg Lipcsében a magiszteri fokozatot, 1781-ben a filozófia rendkívüli tanárává nevezték ki. 1785-től megpályázta a megüresedett görög–római irodalom tanszéket, de nem nyerte el az állást, ellenben kilátásba helyezték számára a matematika szak professzori állását. Ennek akkor 71 éves betöltője azonban még sokáig élt (1799-ben hunyt el), viszont 1786-ban váratlanul meghalt a fizika professzora, és Hindenburg az ő helyét kapta meg. Ebben az állásában haláláig megmaradt.